# مهد
المَهَد أو النَمنَم (باللاتينية: Schouwia) جنس نباتي يتبع الفصيلة الكرنبية (الصليبية).

## أنواع الجنس
يضم الجنس نوعًا واحدا مقبولا حسب موقع نباتات العالم أونلاين  أو نوعين حسب موقع لائحة النباتات إضافة إلى عدة أنواع لم يحسم أمرها بعد. يوجد عدد منها في مناطق الوطن العربي وحوض البحر الأبيض المتوسط. النوع الرئيسي المتفق عليه هو المهد الأرجواني (باللاتينية: Schouwia purpurea) وهو واطن في كل أنحاء الوطن العربي تقريبًا (في المغرب العربي ومصر وبلاد الشام وشبه الجزيرة العربية) وإفريقيا. النوع الآخر هو المهد الطيباوي أو مهد طيبة (باللاتينية: Schouwia thebaica).